# Saros
Saros (gr. σάρος, arab. powtórzenie) – w astronomii okres, po którym Ziemia, Słońce i Księżyc powracają do prawie takiego samego położenia względem siebie, a cykle zaćmień Słońca i Księżyca zaczynają się powtarzać.
Saros wynosi 6585,3211 dni, czyli 18 lat 11 dni i 8 godzin. Przykładowo – zaćmienie Słońca z 30 czerwca 1973 powtórzyło się 11 lipca 1991 prawie na tej samej szerokości geograficznej i trwało niemal tak samo długo.
Powtarzalność cyklu zaćmień wynika z tego, że saros jest całkowitą wielokrotnością zarówno miesiąca synodycznego, jak i (z dużą dokładnością) miesiąca anomalistycznego i miesiąca smoczego. Jeden saros to zarazem 223 miesiące synodyczne, 242 smocze i 239 anomalistycznych.
Ponieważ względne położenie ciał niebieskich zmienia się nieco po każdym okresie saros, cykl zaćmień kończy się po pewnej liczbie okresów saros – ok. 71 dla zaćmień Słońca i 48 dla zaćmień Księżyca. Każdy okres składa się z około 43 zaćmień Słońca i 28 zaćmień Księżyca.

## Historia
Cykl saros znany był już w starożytnym Babilonie, był również później opisany przez Hipparcha, Pliniusza (Naturalis Historia II.10[56]) oraz Ptolemeusza (Almagest IV.2). Nazwy „Saros” na określenie cyklu zaćmień słonecznych jako pierwszy użył Edmond Halley.